# Hemp Rec.
Hemp Rec. – hip-hopowa wytwórnia muzyczna założona w 2009 roku z inicjatywy warszawskich raperów Wilka oraz Bilona z grupy Hemp Gru. W wytwórni Hemp Rec. swoje albumy wydawali tacy artyści jak: Hemp Gru, Bilon, Bas Tajpan, Jasiek MBH, HZD czy Jongmen. Dystrybucją do 2015 roku zajmowała się Fonografika.

## Wydane albumy
2009
- DJ Steez - Steezmatic 1 Mixtape
- Hemp Gru - W Hemp Armii
- Hemp Gru - Droga

2011
- Hemp Gru - Jedność
- Steez & Fuso - Hemp Gru Remixtape Vol. 1
- Hudy HZD & Jasiek MBH - Już Wkrótce
- Jasiek MBH - Nazwij To Jak Chcesz
- Hemp Gru - Lojalność
- Hemp Gru - Live In Palladium

2012
- Hazzidy - Historie Z Dna
- Bas Tajpan - Made In Tajpan
- Hemp Gru - Braterstwo

2013
- Ryfa Ri - Puzzle
- Jongmen - Kontrapunkt
- Centrum Strona - Świadkowie Patologii

2014
- V/A - ŻywyRap! Mixtape
- Luksmamilion - Fundament
- Cywil - Lęk wysokości
- BRZ - Woda

2015
- Bilon - 3xNie